# Stunts (datorspel)
Stunts är ett datorspel från 1990 av typen bilspel avsett för MS-DOS, men det är också porterad till Amiga. Spelet omfattar olika biltyper och banor. Man kan också bygga egna banor. Spelet har ganska enkel grafik. Som spelare kan man spela upp sitt senaste lopp och även spara detta för att senare titta på det igen.
Spelet fungerade på en 286:a, men för bästa prestanda rekommenderades en 386:a med minst 4 MB RAM. Vid en krasch blev spelaren tvungen att starta från början igen. Dessutom kunde, vid en krasch, minutlånga luftfärder inträffa.